# Rode tortel
De rode tortel of birmatortel (Streptopelia tranquebarica) is een vogel uit de familie van de duiven (Columbidae).De soort werd beschreven in 1804 door Johann Hermann als Columba tranquebarica. De soort is regionaal zeer algemeen en wordt op Aziatische markten verhandeld als vleesbron.

## Kenmerken
De rode tortel bereikt een lichaamslengte van 20,5 centimeter en is daarmee beduidend kleiner dan een lachduif. Opvallend zijn de relatief korte staart en spitse vleugels. Er is seksueel dimorfisme. Beide geslachten hebben een zwarte nekband aan de achterkant van de nek.
Het mannetje is blauwgrijs op het hoofd en de nek. De keel is verlicht. De mantel, rug en dekschilden zijn roodbruin. De borst en buik zijn lichter dan de bovenkant van het lichaam en zijn meer grijsbruin. De stuit en de bovenstaartdekveren zijn donkerblauwgrijs. De staartveren zijn grijsbruin. De twee buitenste staartveren hebben opvallend grote, witte buitenste franjes aan hun uiteinden. De snavel is donker. De iris is donkerbruin.
De vrouwtjes doen in hun verenkleed denken aan Turkse tortels. Ze missen de roodbruine veren die kenmerkend zijn voor het bovenlichaam van de mannetjes. Het verenkleed aan de bovenzijde van het lichaam is eerder dof geelbruin. Het hoofd en de nek zijn iets donkerder en bruingrijs.

## Leefwijze
Rode tortels zijn overwegend huisvogels. Ze voeden zich voornamelijk met verschillende zaden en granen. Ze eten ook knoppen en jonge bladeren. Het nest wordt meestal hoog in de bomen gebouwd. Het legsel bestaat uit twee eieren met een crèmekleurige schaal.

## Verspreiding en leefgebied
De rode tortel komt voor in Azië van Pakistan tot de Filipijnen en telt twee ondersoorten:
- S. t. humilis: van oostelijk Nepal tot noordelijk China en de Filipijnen.
- S. t. tranquebarica: Pakistan, India en westelijk Nepal.

Rode tortels bewonen open, dun beboste habitats. Ze komen ook voor op landbouwgrond en in droge bosgebieden. Ze bewonen ook berg- en heuvelbossen.

## In gevangenschap
Rode tortels werden voor het eerst geïmporteerd in Engeland in 1858. Ze spelen een relatief ondergeschikte rol bij het houden van siervogels, ook al werden ze in de jaren 1980 vaker gehouden. Ze worden zeer zelden geïmporteerd en in het wild gevangen vogels worden als schuwe en vooral schichtige volièrevogels beschouwd. De wilde duivenkweker Alois Münst beschrijft ze zelfs als 'verlegen'. In gevangenschap gekweekte rode tortels zijn echter veel tammer. Ze zijn niet winterhard en dienen in een vorstvrije ruimte te worden overwinterd.